# Paciano
Paciano è un comune italiano di 937 abitanti della provincia di Perugia in Umbria.
Inserito tra "i borghi più belli d'Italia", è posto sul monte Petrarvella (391 m s.l.m.) dove, in antichità, si trovava un tempio consacrato al dio Giano. Vi si può accedere da tre porte: la Fiorentina, la Perugina e Porta Rastrella.

## Geografia fisica
- Classificazione climatica: zona E, 2187 GR/G

Paciano fa parte di:
- Comunità montana Trasimeno Medio Tevere
- I borghi più belli d'Italia[4]
- Città dell'Olio[5]

Il territorio comune di Paciano è ricompreso nel bacino del fiume Arno.

## Storia
Di origine medievale (XIV secolo), il paese fu dato in feudo da Carlo IV a Guglielmo di Beaufort e successivamente incorporato allo Stato della Chiesa (prima metà del XVI secolo).

## Monumenti e luoghi d'interesse

### Dentro le mura
- il palazzo comunale (XIII secolo)
- le porte Rastrella e Fiorentina (XIII secolo)
- la Torre d'Orlando
- la Chiesa di San Giuseppe all'interno della quale si trova una Madonna della Misericordia, dipinto della fine del XV secolo di Fiorenzo di Lorenzo
- la Confraternita del Santo Sacramento dove si possono ammirare due tavole lignee del XV secolo ed un affresco di Francesco di Castel della Pieve, pittore ritenuto maestro del Perugino.
- la Chiesa di San Carlo Borromeo, in particolare il suo portale ed un Crocifisso ligneo del XVII secolo
- la Chiesa di Santa Maria
- Nell'antica sede della Confraternita del Santo Sacramento si trova la Collezione di San Giuseppe con oggetti d'arte dall'età etrusca sino all'inizio del XVII secolo, in particolare:
  - una Crocifissione di Francesco Nicolò di Città della Pieve (1452)
  - affreschi risalenti al XIV secolo
  - numerosi cofanetti contenenti reliquie in oro ed argento del XVI secolo
  - quattro statue della Vergine del XVIII secolo
  - delle tele del pittore Castelletti (Paciano, 1790)

### Fuori le mura
- la Chiesa della Madonna della Stella con gli affreschi del pittore perugino Scilla Pecennini (XVI secolo).
- la Chiesa di San Salvatore a Ceraseto, con un affresco di Giovan Battista Caporali.
- Monte Pausillo

## Società

### Evoluzione demografica
Abitanti censiti

### Etnie e minoranze straniere
Secondo i dati ISTAT al 31 dicembre 2015 la popolazione straniera residente era di 120 persone (12,31%). Le nazionalità maggiormente rappresentate in base alla loro percentuale sul totale della popolazione residente erano:
- Romania, 44 (4,51%)

## Cultura

### Eventi
- Festa dell'Olio - si svolge durante la prima decade di dicembre.
- Corsa dei carretti "La discesa a bestia" - 14 agosto
- Trasimeno Blues - concerti durante il periodo estivo
- Mille & una Umbria - pranzo itinerante per le vie del borgo - una domenica della prima metà di settembre

## Amministrazione
| Periodo        | Periodo        | Primo cittadino   | Partito                                                       | Carica  | Note  |
| -------------- | -------------- | ----------------- | ------------------------------------------------------------- | ------- | ----- |
| 11 giugno 1985 | 7 giugno 1990  | Alfonso Del Buono | Partito Comunista Italiano                                    | Sindaco | [ 9 ] |
| 21 giugno 1990 | 23 aprile 1995 | Alfonso Del Buono | Partito Comunista Italiano Partito Democratico della Sinistra | Sindaco | [ 9 ] |
| 24 aprile 1995 | 13 giugno 1999 | Roberto Lombrici  | Sinistra                                                      | Sindaco | [ 9 ] |
| 14 giugno 1999 | 13 giugno 2004 | Roberto Lombrici  | Lista civica                                                  | Sindaco | [ 9 ] |
| 14 giugno 2004 | 7 giugno 2009  | Franco Fratoni    | Centro-sinistra                                               | Sindaco | [ 9 ] |
| 8 giugno 2009  | 25 maggio 2014 | Franco Fratoni    | Lista civica                                                  | Sindaco | [ 9 ] |
| 26 maggio 2014 | 26 maggio 2019 | Riccardo Bardelli | Centro-sinistra                                               | Sindaco | [ 9 ] |
| 27 maggio 2019 | in carica      | Riccardo Bardelli | Progetto comune per Paciano                                   | Sindaco | [ 9 ] |

### Gemellaggi
- Fontaines, dal 1996[senza fonte]
- Mosman, dal 1998[senza fonte]